# Drawing the Target Around the Arrow
Drawing the Target Around the Arrow — второй студийный альбом американского продюсера Кэролайн Полачек, выпущенный под именем CEP (её инициалы). Это первый релиз Полачек после распада её группы Chairlift всего за месяц до этого. Проект был выпущен 19 января 2017 года издательством Pannonica (импринт Bella Union) в качестве альбома-сюрприза. Об альбоме было объявлено в твите 18 января, а на следующий день он был выпущен в виде бесплатной загрузки. Для продвижения альбома был организован концерт в National Sawdust с участием вокального хора из двенадцати человек.

## Композиции
Альбом Drawing the Target Around the Arrow отличается от предыдущих работ Полачек тем, что состоит исключительно из минимальных инструментальных треков. Полачек создала альбом, используя необработанные синусоиды, поскольку ей все больше надоедало то, насколько «жанрово-специфичной» стала музыка, и она хотела разложить её на основные составляющие. Ей также понравилась идея создания «полезной» музыки, под которую можно проснуться или заняться работой. Название альбома происходит от имени еврейского литовского проповедника XVIII века Дубенского маггида, объясняющего, как он придумывает свои басни. Как резюмировала Полачек, «речь идет о почитании своих импульсов и работе с тем, что у вас есть перед глазами».

## Отзывы критиков
| Оценки критиков | Оценки критиков |
| Источник        | Оценка          |
| --------------- | --------------- |
| Pitchfork       | 7.0/10          |

Теа Баллард из Pitchfork назвала композицию «в целом ненавязчивой, а отдельные треки часто идут друг за другом», и что «возможно, самым приятным аспектом этого релиза является его окончательно нелингвистическая форма выражения».

## Список композиций
Слова и музыка всех песен — и продюсерства Кэролайн Полачек.
| №                   | Название            | Длительность |
| ------------------- | ------------------- | ------------ |
| 1.                  | «Lilians Pavillion» | 2:57         |
| 2.                  | «Doves»             | 1:37         |
| 3.                  | «Hive Dream»        | 2:05         |
| 4.                  | «Borg Pillow»       | 5:36         |
| 5.                  | «Low Tide»          | 3:52         |
| 6.                  | «1pm Water»         | 1:53         |
| 7.                  | «Up the Flagpole»   | 4:07         |
| 8.                  | «Missed Exit»       | 2:14         |
| 9.                  | «Black Background»  | 2:27         |
| 10.                 | «Vertical Sunset»   | 2:22         |
| 11.                 | «Valley Hum»        | 4:24         |
| 12.                 | «Singalong»         | 5:12         |
| 13.                 | «I Can't Wait»      | 3:19         |
| 14.                 | «Pupil»             | 5:32         |
| 15.                 | «7pm Window Seat»   | 3:23         |
| 16.                 | «8pm Sleeping Fish» | 2:52         |
| 17.                 | «Verge of Crying»   | 2:24         |
| 18.                 | «3pm You Are Here»  | 3:36         |
| Общая длительность: | Общая длительность: | 60:41        |